# Alfredo Bruno Frassinelli
Alfredo Bruno Frassinelli, detto Bruno, (Cecina, 9 luglio 1939 – Cecina, 28 maggio 2005), è stato un dirigente sportivo e calciatore italiano, di ruolo attaccante.

## Carriera
Dopo alcune stagioni nel Cecina, nelle serie dilettantistiche, nel 1961 si trasferisce per due anni in Belgio; nella stagione 1962-1963 realizza 9 reti in 22 presenze nella massima serie con la maglia dell'Olympic Club Charleroi. Successivamente è tornato in Italia, per vestire la maglia del Prato: con i lanieri nella stagione 1963-1964 ha disputato 16 partite nel campionato di Serie B, mentre nella stagione 1964-1965 ha militato in Serie C. Successivamente è tornato al Cecina per altre quattro stagioni.

### Dirigente
Terminata la carriera da calciatore è stato per un periodo presidente del Cecina, società che a partire dal 2009 ha iniziato ad organizzare un torneo a cadenza annuale in sua memoria; terminata l'attività agonistica ha inoltre avviato un'attività imprenditoriale nel settore edilizio.

## Palmarès

### Giocatore

#### Competizioni regionali
- Prima Categoria: 1

Cecina: 1966-1967